# Monika Maron

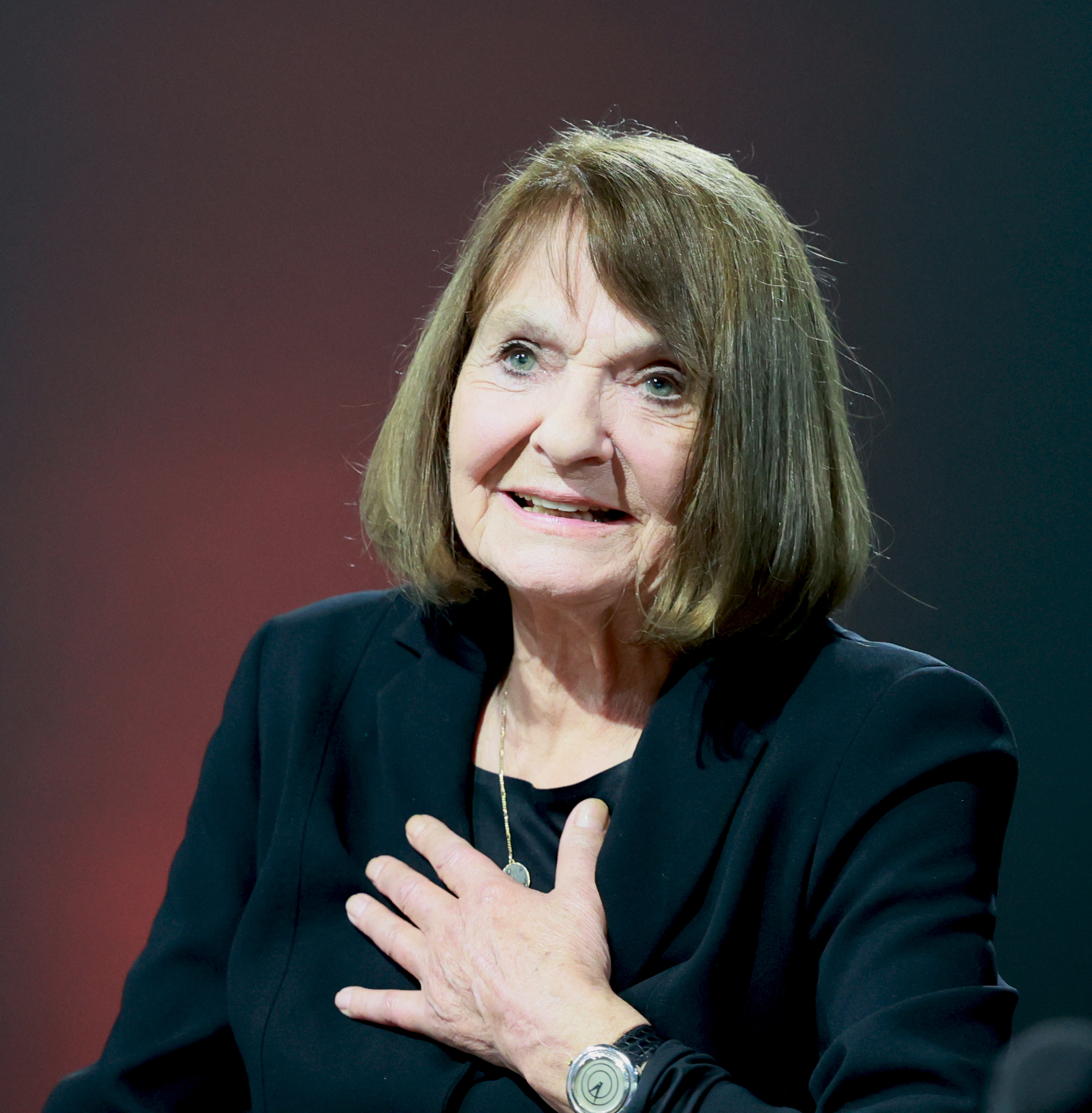
Monika Maron (2023)

Monika Eva Maron (Betonung: Màron, geborene Iglarz, * 3. Juni 1941 in Berlin) ist eine deutsche Schriftstellerin, die von 1951 bis 1988 in der DDR lebte. Ihr Debütroman Flugasche konnte dort nicht erscheinen und wurde stattdessen 1981 im westdeutschen Verlag S. Fischer veröffentlicht. Der Roman gilt als erste weithin bekannt gewordene literarische Auseinandersetzung mit der Umweltverschmutzung in der DDR.
Seitdem schrieb Monika Maron mehr als zehn Romane und andere Werke mit Essays und Erzählungen, von denen besonders der Roman Animal triste von 1996 auf großes Echo stieß. Sie erhielt eine Reihe von Auszeichnungen, darunter den Kleist-Preis.
Maron äußerte sich in Namensartikeln kritisch über die Regierung Merkel, die politische Situation und einen ihrer Meinung nach „eingeschränkten Diskurs“ in Deutschland, insbesondere hinsichtlich der Kritik am Islam. Im Oktober 2020 kündigte der Verlag S. Fischer an, die vierzigjährige Zusammenarbeit mit Monika Maron zu beenden. Der Vorgang löste eine breite Debatte aus. Seither erscheinen Marons Werke bei Hoffmann und Campe.

## Leben
Monika Maron wuchs bei ihrer Mutter Hella (Helene) Iglarz auf. Ihr Vater Walter, im Zweiten Weltkrieg als Soldat an der Front und mit dem Eisernen Kreuz ausgezeichnet, durfte ihre Mutter, die als „halbjüdisch“ galt, wegen der Nürnberger Rassegesetze nicht heiraten. Marons Großvater mütterlicherseits Pawel Iglarz war ein konvertierter Jude, der 1942 ins Ghetto von Bełchatów (im damaligen Warthegau im besetzten Polen) deportiert und dann ermordet wurde. Maron setzte ihm später in Pawels Briefen ein literarisches Denkmal. Nach Kriegsende lebte Hella Iglarz mit ihrer Tochter Monika in West-Berlin, bis sie den SED-Funktionär und späteren DDR-Innenminister Karl Maron kennenlernte und 1955 heiratete. Die Familie zog nach Ost-Berlin, Monika Iglarz nahm den Familiennamen ihres Stiefvaters an. Ihren Namen betonte sie später in Abgrenzung von ihm auf der ersten Silbe.
Nach dem Abitur arbeitete Monika Maron ein Jahr lang als Fräserin in den Elbe Flugzeugwerken in Dresden. Danach studierte sie Theaterwissenschaft und Kunstgeschichte, arbeitete als wissenschaftliche Aspirantin an der Schauspielschule in Berlin und versuchte sich anschließend zwei Jahre lang als Regieassistentin beim Fernsehen und darauf als Reporterin für die Frauenzeitschrift Für Dich und die Wochenpost. Ab 1976 arbeitete sie als freie Schriftstellerin in Ost-Berlin.
Ab Oktober 1976 traf sich Maron mehrmals mit einem Stasi-Mitarbeiter. Sie gab keine Verpflichtungserklärung zur konspirativen Zusammenarbeit ab, konnte aber als „Kontaktperson“ der HVA 1977 mehrmals nach West-Berlin reisen. Sie schrieb zwei Berichte für das MfS: über eine West-Berlin-Reise und über einen Empfang in der Ständigen Vertretung der Bundesrepublik Deutschland in Ost-Berlin. Dabei vermied sie, Namen beteiligter DDR-Bürger zu nennen. Nach einem halben Jahr beendete sie auf eigenen Wunsch die Mitarbeit. Das MfS brach daraufhin den Kontakt ab und legte im Juni 1978 einen Operativen Vorgang zur Überwachung Marons an. Bis zu ihrer Ausreise 1988 wurde sie ständig observiert.
Im Jahr 1981 veröffentlichte sie ihren ersten Roman Flugasche, in dem sie unter anderem Erfahrungen als Industriereporterin im Chemierevier der DDR verarbeitete. Flugasche war das erste „Umwelt-Buch“ der DDR, in dem offen die Umweltzerstörung beklagt und angeprangert wurde. So bezeichnete sie Bitterfeld als „die schmutzigste Stadt Europas“. Wegen des kritischen Inhalts konnte das Buch, das Maron weithin große Anerkennung eintrug, in der DDR nicht erscheinen. Dreißig Jahre später schrieb Maron im Bericht Bitterfelder Bogen über seitdem erfolgte Veränderungen in der Stadt.
Nach zunehmender politischer Entfremdung verließ sie 1988 zusammen mit ihrem Mann, dem Naturwissenschaftler Wilhelm Tappe, und ihrem Sohn Jonas mit einem Drei-Jahres-Visum die DDR. Sie lebte bis 1992 in Hamburg und zog dann wieder nach Berlin. Sie hat neben ihrem Erstwohnsitz in Berlin auch ein Haus in Vorpommern.
Maron ist unter anderem Gastautorin bei dem politischen Blog Die Achse des Guten und schreibt Namensartikel in überregionalen Zeitungen wie der Neuen Zürcher Zeitung oder der Frankfurter Allgemeinen Zeitung.
Der Chefkommentator der Tageszeitung Die Welt, Jacques Schuster, weist darauf hin, es sei „unbestritten: Nach Christa Wolf ist Maron die bedeutendste Schriftstellerin der DDR.“ Ihre Bücher wurden in mehrere Sprachen übersetzt.

## Politische Positionen
Maron äußerte sich seit 2010 wiederholt islamkritisch und verfasste Namensartikel in überregionalen Zeitungen. Laut ihrem Beitrag Politiker müssen Muslimen die Grenzen aufzeigen in der Tageszeitung Die Welt bedinge die säkulare Verfassung die Gleichbehandlung aller Religionsgemeinschaften, so dass die Fokussierung auf den Islam in Form der „zermürbende[n] und ergebnisarme[n]“ Islamkonferenz nicht zu rechtfertigen sei. Diese Kritik an der Islamkonferenz 2014 rief Widerspruch hervor, etwa vom Comedian Murat Topal, der auf ihren Artikel antwortete: „Ein besseres Beispiel dafür, wie schräg und schrill die so genannte Islamdebatte in Deutschland geführt wird, hätte es momentan wohl nicht geben können.“
Mit ihrem Schriftstellerkollegen Peter Schneider besuchte sie am Montag vor Weihnachten 2014 Dresden, um sich ein Bild von den Pegida-Demonstrationen zu machen. Im darauf folgenden, wiederum in der Welt erschienenen Artikel Pegida ist keine Krankheit, Pegida ist das Symptom kam sie diesbezüglich zu dem Schluss: „Wir preisen die offene Gesellschaft und verweigern die offene Diskussion.“
Im Jahr 2017 beschrieb Maron in einem Artikel in der Neuen Zürcher Zeitung ihr Verhältnis zum Islam: „Die Wahrheit ist, dass ich vor dem Islam wirklich Angst habe. Aber warum ist das krankhaft und nicht vernünftig?“ Sie bemängelte, dass die gleichen Zeitungen, die ihr eine „verachtenswerte“ Gesinnung dem Islam gegenüber attestieren, täglich von „blutrünstigen Verbrechen, die im Namen dieser Religion begangen werden“, berichteten, „wobei sie natürlich betonen, dass das nicht an der Religion, sondern nur an deren Missbrauch liegt“. Sie schrieb weiter, dass in der Menschengeschichte fast alles missbraucht wurde. „Während für meine Kritiker der Missbrauch des Nationalen aber nur den Schluss zulässt, dass man den Nationalstaat abschaffen müsse, bleibt der missbrauchte Islam ganz ungeschoren.“
In einem Artikel zum russischen Überfall auf die Ukraine in der NZZ im April 2022 kritisierte sie entschieden „Verteidiger des Friedens“, die „ihre Forderungen an die Ukraine und nicht an Putin“ richteten, und stellte die provozierende Frage: „Ist es die Sorge um den eigenen Wohlstand oder deutsche Arroganz?“ Die Ukraine nicht auch mit Waffen zu unterstützen, hieße tatenlos bei einem Völkermord zuzusehen.

## Wechsel vom S. Fischer Verlag zu Hoffmann und Campe 2020
Im Oktober 2020 beendete der S. Fischer Verlag nach 40 Jahren die Zusammenarbeit mit Monika Maron. Der Verlag begründete dies mit der Veröffentlichung von Essays der Autorin im Verlag der Dresdner Buchhändlerin Susanne Dagen, der Kooperationspartner des neurechten, von Götz Kubitschek geleiteten Verlags Antaios sei. Monika Maron, in einem Interview darauf angesprochen, wies die Vorwürfe zurück. Sie habe gar nicht gewusst, dass ihre Buchreihe schlussendlich von Kubitschek, der ihr politisch fern sei, vertrieben wurde. Sie arbeite mit Frau Dagen zusammen, weil diese eine Freundin sei, bei der sie ihre Bücher seit über 20 Jahren vorstelle. In einem weiteren Interview wies Maron darauf hin, dass Antaios auch ihr im S. Fischer Verlag erschienenes Buch Artur Lanz vertreibe, das auf dessen Seite „oben in der ersten Reihe fett“ stand.
Die Entscheidung des S. Fischer Verlags löste eine kontroverse Diskussion in den Medien aus. Maron sagte dazu: „Ich glaube, dass es bei dem ganzen Theater um meine Fischer-Affäre, das nun schon drei Wochen dauert, längst nicht mehr um mich geht, sondern dass mein Rücken offenbar einen guten Platz für den Kampf um die Deutungsmacht hergibt. Mich haben viele Zeitungen verteidigt, was mich überrascht und sehr gefreut hat.“ Die FAZ verweist darauf, dass der wahre Grund der Verlagskündigung die „schwindelerregenden Thesen“ von Maron seien, mit denen „sich eine nähere Beschäftigung […] gelohnt“ hätte. Der Bayerische Rundfunk kommentierte, die Kündigung des S. Fischer Verlages sei „allerdings nicht so plötzlich, wie es jetzt erscheint.“ Auf Anfrage der Süddeutschen Zeitung legte Maron offen: „Man hat mir ausrichten lassen, ich sei politisch zu unberechenbar, passe nicht mehr in die Zeit und sei damit ein Risiko für den Verlag.“ Dazu wird kommentiert, sie sei zu einer „auffälligen Autorin geworden“.
Eine Reihe von Autoren kritisierte den Umgang des S. Fischer Verlags mit Monika Maron als ein fatales Signal. Durs Grünbein schrieb dazu in der Wochenzeitung Die Zeit: „Wir müssen wieder lernen, über Texte zu reden, nicht über Haltungen.“ Die Autorin und Moderatorin der ZDF-Sendung Das literarische Quartett, Thea Dorn, bezeichnete die Entscheidung des Verlags als „fatales Einschüchterungssignal“ an alle Autoren: „Wehe, ihr wandelt auf Abwegen! Wehe, ihr verstoßt gegen das moralische Reinheitsgebot!“ Sie frage sich, „wie in einem solchen Klima Literatur und Kunst noch gedeihen sollen, wie die immer krassere Polarisierung der Gesellschaft aufgehalten werden soll“. Die Schriftsteller Jörg Bernig und Uwe Tellkamp solidarisierten sich in einem offenen Brief mit Monika Maron und Susanne Dagen. Die Verlagsleiterin Siv Bublitz verteidigte in einem Brief an die Autorinnen und Autoren von S. Fischer die Trennung von Maron: „Die Gründe liegen in ihrer Entscheidung, Essays in der Reihe ‚Exil‘ des Buchhauses Loschwitz zu veröffentlichen, und in der Unmöglichkeit, darüber mit ihr ins Gespräch zu kommen.“
In der FAZ wurde indes dargestellt, dass der Verleger Götz Kubitschek weder den Vertrieb der im Fokus stehenden Bücherreihe Exil organisiert habe, noch dass die Autorin eine Vertriebskoordination geduldet habe. Kubitschek selbst habe noch nicht einmal am Umsatz partizipiert. Auch die von Durs Grünbein im Deutschlandradio Kultur verbreitete Behauptung, sie sei Gast bei einem rechtsliterarischen Terzett gewesen, in der ihre Buchreihe vorgestellt worden sei, sei eine Falschmeldung. Der Tagesspiegel verwies darauf, dass die Entscheidung von Maron, ihre Essaysammlung Krumme Gestalten, vom Wind gebissen in der Edition BuchHaus Loschwitz zu veröffentlichen, in der Begründung des S. Fischer Verlags, sich von Maron zu trennen, eine zentrale Rolle spielte (so von der Fischer-Verlegerin Siv Bublitz in einem Brief an die Autoren des Verlags).
Der Verlag Hoffmann und Campe meldete, dass noch im Dezember 2020 in seinem Programm eine neue Erzählung von Monika Maron mit dem Titel Bonnie Propeller und im April 2021 ein Essayband mit dem Titel Was ist eigentlich los? erscheinen würden.

## Rezeption zweier Werke aus den Jahren 2018 und 2020
2018 veröffentlichte Maron den Roman Munin oder Chaos im Kopf, in dem eine fiktive Autorin Parallelen zwischen dem Dreißigjährigen Krieg und dem Deutschland der Gegenwart unter dem Einfluss der Flüchtlingskrise entdeckt. Tilman Krause verwendet in seiner Rezension in der Zeitung Die Welt durchaus positive Beschreibungen („kunstvolle Assoziationskreise“), die er als Stimmungsbild zur Lage der Nation verortet, „wie man es so sprachlich beiläufig einerseits, so raffiniert historisch gespiegelt andererseits noch nicht gelesen hat“. Er spricht über Marons „literarische Meisterschaft, […] aus einem kleinen Anlass weitreichende Schlussfolgerungen zu ziehen“, die sich in ihrem Roman „zu einer Parabel auf die deutschen Verwirrtheiten und Verwerfungen der Gegenwart“ formen.
Die Literaturwissenschaftlerin Miriam Seidler fasst in ihrer Rezension desselben Werkes auf literaturkritik.de etwas differenzierter zusammen: „Einfache Erklärungen sind Marons Sache nicht. Mit der komplexen Erzählung hat sie einen fiktiven Text verfasst, dessen sprachliche Schönheit und phantastisch-philosophischen Dialoge nicht darüber hinwegtäuschen dürfen, dass er ein gesellschaftlich brisantes Thema verhandelt“. Maron könne überzeugend die Entstehung gesellschaftlicher Ressentiments aufzeigen, „und doch verweigert sich der Text […] einem einfachen Gut-Böse-Schema“. Marons Kulturpessimismus, der sich in der „Parallelisierung der Gegenwart“ mit dem Dreißigjährigen Krieg äußert und den Fortschritt der Gesellschaft in Frage stellt, führe dazu, dass „die Analogien zwischen dem Dreißigjährigen Krieg und der Gegenwart in Syrien und Afrika, die Ängste in Anbetracht fremder Religionen […] allzu pauschal formuliert und mit einem taghellen Blick auf die Texte kaum haltbar“ sind. Nur zwischen den Zeilen kann man herauslesen, dass Krieg und Gewalt nicht die Oberhand behalten können.
Beim literarischen Korrespondenten der Welt, Richard Kämmerlings, hinterlässt Marons Roman Artur Lanz den Eindruck einer „altmeisterlichen Routine“. Die Romanheldin Charlotte Winter entstammt einem „bildungsbürgerlichen Sozialmilieu“, daneben die Ehefrau eines Akademikers, die von einem Ayurveda-Trip nach Indien träumt, ferner eine Soziologin, die sich – als Feministin – „mit der richtigen Meinung bis zur Kultursenatorin hochgestapelt hat“. Beim gemeinsamen Abendessen löst dies, wie erwartet, Reflexe aus, „von Brechts ‚Unglücklich das Land, das Helden nötig hat‘ bis zum törichten Gutmenschensatz: ‚Bei Helden denke ich sofort an Krieg.‘ Statt Aventiuren erleben wir heute die Ritter von der Schwafelrunde.“

## Auszeichnungen
- 1990 Irmgard-Heilmann-Preis
- 1991 Brüder-Grimm-Preis der Stadt Hanau
- 1992 Kleist-Preis
- 1994 Solothurner Literaturpreis
- 1994 Roswitha-Preis
- 1995 Evangelischer Buchpreis
- 2003 Friedrich-Hölderlin-Preis der Stadt Bad Homburg
- 2003 Carl-Zuckmayer-Medaille
- 2004/2005 Frankfurter Poetik-Vorlesungen
- 2009 Mainzer Stadtschreiberin
- 2009 Deutscher Nationalpreis
- 2010 Humanismus-Preis des Deutschen Altphilologenverbandes
- 2011 Lessing-Preis des Freistaates Sachsen
- 2017 Ida-Dehmel-Literaturpreis für das Lebenswerk

## Veröffentlichungen
- Flugasche. S. Fischer, Frankfurt am Main 1981, ISBN 3-596-22317-2.
- Das Missverständnis. S. Fischer, Frankfurt am Main 1982, ISBN 3-596-22324-5.
- Die Überläuferin. S. Fischer, Frankfurt am Main 1986, ISBN 3-10-048803-2.
- Stille Zeile Sechs. S. Fischer, Frankfurt am Main 1991, ISBN 3-10-048805-9.
- Nach Maßgabe meiner Begreifungskraft. S. Fischer, Frankfurt am Main 1993, ISBN 3-10-048806-7.
- Animal triste. S. Fischer, Frankfurt am Main 1996, ISBN 3-10-048807-5.
- Pawels Briefe. S. Fischer, Frankfurt am Main 1999, ISBN 3-10-048809-1.
- quer über die Gleise – Essays, Artikel, Zwischenrufe. S. Fischer, Frankfurt am Main 2000, ISBN 3-10-048815-6.
- Herr Aurich. S. Fischer, Frankfurt am Main 2001, ISBN 3-10-048816-4 (die Erzählung wurde erstmals 1982 in Das Missverständnis veröffentlicht).
- Endmoränen. S. Fischer, Frankfurt am Main 2002, ISBN 3-10-048810-5.[33]
- Geburtsort Berlin. S. Fischer, Frankfurt am Main 2003, ISBN 3-10-048818-0 (Essays und Artikel über Berlin mit Fotografien ihres Sohns Jonas Maron aus der Berliner Wendezeit).
- Wie ich ein Buch nicht schreiben kann und es trotzdem versuche. S. Fischer, Frankfurt am Main 2005, ISBN 3-10-048824-5.
- Ach Glück. S. Fischer, Frankfurt am Main 2007, ISBN 978-3-10-048820-6.
- Bitterfelder Bogen. Ein Bericht. Fischer Verlag, Frankfurt am Main 2009, ISBN 978-3-10-048828-2.
- Zwei Brüder. Gedanken zur Einheit 1989–2009. Fischer Verlag, Frankfurt am Main 2010, ISBN 978-3-10-048834-3.
- Zwischenspiel. Roman. S. Fischer, Frankfurt am Main 2013, ISBN 978-3-10-048821-3.[34]
- Krähengekrächz. Essay. S. Fischer, Frankfurt am Main 2016, ISBN 978-3-10-048835-0.
- Munin oder Chaos im Kopf, Roman. S. Fischer, Frankfurt am Main 2018, ISBN 978-3-10-048840-4.
- Krumme Gestalten, vom Wind gebissen, Essays aus drei Jahrzehnten. Edition BuchHaus Loschwitz, Dresden 2020, ISBN 978-3-9820131-6-9.
- Artur Lanz. S. Fischer, Frankfurt am Main 2020, ISBN 978-3-10-397405-8.
- Bonnie Propeller. Hoffmann und Campe, Hamburg 2021, ISBN 978-3-455-01161-6.
- Was ist eigentlich los? Ausgewählte Essays aus vier Jahrzehnten. Hoffmann und Campe, Hamburg 2021, ISBN 978-3-455-01163-0.
- Das Haus. Roman. Hoffmann und Campe, Hamburg 2023, ISBN 978-3-455-01642-0.
- Die Katze. Erzählung. Hoffmann und Campe, Hamburg 2024, ISBN 978-3-455-01884-4.

## Essays (Online)
- Warum der Islam nicht zu Deutschland gehört. In: Die Welt. 23. April 2012 (welt.de).
- Das Licht des Wissens. Was von Lessing und Moses Mendelssohn über den Umgang mit dem Islam zu lernen ist. Rede anlässlich der Verleihung des Lessingpreises 2011. In: Der Spiegel. 24. Januar 2011 (spiegel.de).
- Bin ich vielleicht verrückt geworden? In: Der Spiegel. 18. August 2013 (spiegel.de).
- Links bin ich schon lange nicht mehr. In: Neue Zürcher Zeitung. 30. Juni 2017 (nzz.ch).

## Filme
- Monika Maron. Rebellin an der Schreibmaschine. Buch und Regie: Reinhold Jaretzky. Dokumentation, Zauberbergfilm/MDR 2019